# القوات المسلحة اليونانية
القوات المسلحة اليونانية (باليونانية: Ελληνικές Ένοπλες Δυνάμεις)‏ هي القوات النظامية للجمهورية اليونانية وتتألف من القوات البرية والقوات الجوية والقوات البحرية. وتتبع قيادة القوات المسلحة لوزارة الدفاع اليونانية.
الخدمة العسكرية في اليونان إلزامية للذكور فوق سن الثامنة عشر وتبلغ مدة التجنيد 9 أشهر. ويسمح للإناث الخدمة في الجيش اليوناني، ولكنهم لا يخضعون للتجنيد الإلزامي. بحسب الناتو فإن اليونان تنفق 2.8% من الناتج الإجمالي المحلي على الجانب العسكري (2008) أي ما يساوي 6.9 مليار يورو.
اليونان عضو في الاتحاد الأوروبي وحلف شمال الأطلسي وتشارك في عمليات حفظ السلام مثل قوة المساعدة الأمنية الدولية في أفغانستان، وقوة الاتحاد الأوروبي في البوسنة وتشاد، وقوة كوسوفو في كوسوفو.

## التنظيم

### رئاسة الأركان العامة
رئاسة الأركان العامة الدفاع الوطنية اليونانية ، ينفذ قائد العمليات المشتركة في المقر والوحدات التي تأتي تحت لهم، فضلا عن بقية القوات، وعندما يتعلق الأمر بقضايا تنفيذ الخطط العملية وتنفيذ نظام إدارة الأزمات، والتوصيل عمليات خارج الإقليم الوطني ومشاركة القوات المسلحة في مواجهة حالات استثنائية خلال وقت السلم. [3]

### الجيش اليوناني
المكونات الأساسية للجيش اليوناني والأسلحة وسلاح، والمسؤول الأول عن المهام القتالية والأخير لتقديم الدعم اللوجستي. ويتم تنظيم ذلك في أوامر، التشكيلات والوحدات الأساسية التي يجري مع الانقسام، واللواء السلك. مهمتها الرئيسية هي ضمان السلامة الإقليمية والاستقلال للدولة. [4]

### القوات البحرية اليونانية
وتألفت يتصرف أسطول البحرية الهيلينية القوية، وحدات الإضراب (الفرقاطات، القوارب المسلحة والغواصات والسفن السريعة هجوم بصاروخ موجه) وسفن الدعم من أجل إجراء العمليات البحرية التي تؤمن حماية الأراضي اليونانية [5].

### القوات الجوية اليونانية
الهيلينية القوات الجوية تتضمن الأسطول الجوي الحديثة (للنقل ومكافحته والتدريب)، وهيكل متطابقة، فضلا عن نظام حديث للمراقبة الجوية، والتي تتعاون مع شبكة واسعة النطاق للدفاع مضادة للطائرات. هيكل قواتها تضم هيئة الأركان العامة للقوات الجوية، وحاليا قيادة الجيش النظامي، وقيادة الدعم الجوي، وقيادة التدريب الجوي وعدد من الوحدات والخدمات. [6]